# 佐久間恵美
佐久間 恵美（さくま えみ、1996年6月4日 - ）は、日本のAV女優。LINX所属。

## 略歴・人物
東京都出身。趣味・特技はカメラ、コスプレ。
2018年9月、E-BODY専属女優としてAVデビュー。専属作品は1本のみで、以降は企画単体女優として活動。

## 出演作品

### アダルトDVD
2018年
- 大量種付けプレスされる軟体くびれボディ! 全国大会10位の有名大学 チアリーディング選手がまさかの中出しAVデビュー（9月13日、E-BODY）
- 接吻NTR 彼VS男優 どっちのキスが濡れるでSHOW!! 2（11月13日、はじめ企画）※「ゆうな」名義
- ボーイッシュなオタ女子を脱がせてみたら引き締まったアスリートボディでした! 元野球少女が凄テクと巨根でアクメ陥落!（11月25日、ブロッコリー）
- 天下無双のエロスレンダーボディ娘! 「私、ドM扱いじゃないと感じないんです…」 危険日中出しでア然…狂乱イキ!（12月25日、ジェントルマン）※「えみ」名義
- 絶対にナマで連射させてくれる連続中出しソープ（12月25日、本中）
- 教え子と生中出し温泉旅行（12月28日、宇宙企画）※「えみ」名義

2019年
- 隣家に住む人妻のオナニーをスマホで盗撮しているのがバレてガン詰めされているのに勃起が収まらず絶倫デカチンの悩みを打ち明けると、、、 旦那が帰ってくる前までに計53発全中出しできた件。（1月1日、変体紳士倶楽部）
- 海でナンパしたカワイイ水着ギャル15名に一撃顔射しちゃいました!（1月1日、変体紳士倶楽部）
- 私立パコパコ女子大学 女子大生とトラックテントで即ハメ旅 16（1月11日、プレステージ）
- 旦那が喫煙している5分の間義父に時短中出しされて毎日10発孕ませられています…。（1月13日、溜池ゴロー）
- 生姦種付け交尾に溺れる変態従順アスリート 引き締まった軟体くびれボディの現役美女チアリーダー・えみ（2月1日、Fitch）
- 100%女を堕とす美貌!! イケメン過ぎるヴァイセクシャル女子がレズタチAV Debut!!（2月1日、ビビアン）※「佐久間ルイ」名義 ※AV OPEN 2018 マニア・フェチ部門エントリー作品
- いつでも中出しさせてくれる僕だけの女子●生アイドル（2月22日、宇宙企画）
- 「えっ!今、中に出したでしょ?」 早漏をゴマかす暴発後の延長ピストンで抜かずの追撃中出し!!（3月1日、ワンズファクトリー）
- 首絞め大好き! ショートカットの変態ドマゾ美少女。 妊娠OK中出し懇願。 ひきしまったウエストで大量精子を絞り取る（3月13日、無垢）
- 顔出し!働く美女限定 ザ・マジックミラー 街頭調査! 職場の同僚と日本一エロ〜い車の中で2人っきり♥ 9 in池袋 理性と性欲どちらが勝つのか!? 同じオフィスで働く男女に突然のSEX交渉!! 人生初の真正中出しスペシャル! 2枚組8本番!（3月19日、ディープス）
- 定年退職してヒマになったドスケベ義父の嫁いぢり（3月19日、ヴィーナス）
- 【神クビレ】 ドスケベボディの激カワ娘が白目!痙攣!生ち●ぽで突かれまくりの中出しセックス! (3月19日、チキチキカマー）
- 面接ドキュメント 通りすがりのAV女優 13 セックスの達人、こじらせドM、ギャル悲歌編（3月30日、HMJM）
- 淫乱母娘ナンパ やっぱり親子!恥らいイキまくり!! 10（4月10日、ホットエンターテイメント）
- 褐色マッチョ カリスマ スパルタボディメイクインストラクター AKO AVデビュー!（4月12日、FIRST STAR）※「AKO］名義
- 壊された令嬢 「助けてお父さん…私、毎日恐い人達に犯され続けています…そして今日、無理やり弟の筆おろしまでさせられて…」 「弟の白い液が私の中に…」（4月13日、オーロラプロジェクト・アネックス）
- 突然押しかけてきた嫁の姉さんに抜かれっぱなしの1泊2日（4月19日、ヴィーナス）
- 彼女の妹が僕を大胆誘惑してくる!! 彼女の目を盗んでドキドキ中出し（4月25日、h.m.p DORAMA）
- 格闘ガール・リカ（4月26日、GIGA）
- 家庭訪問にやってきた担任の先生が、童貞生徒を母のように優しく筆おろし（4月26日、赤面女子）
- 悪質シロウトナンパ 8 お願い! 素股してくれませんか? カチカチ生チ●ポが直接アソコに擦れて思わず濡れちゃう女の子 ぬるぬるワレメにツルっと生挿入!（5月10日、ブリット）
- 姉と二人きりの温泉旅行で近親相姦SEX 成熟した姉の体に我慢できなくなった童貞弟に優しい姉がぬちゅぬちゅ素股!禁断の行為に高まる興奮!発情しきった二人はそのまま生挿し!朝から晩までず〜とお籠り性交（5月17日、SCOOP）
- 僕の担任はサキュバス(夢魔)だった…（5月19日、ドグマ）
- 汗だく性欲まみれ痴女! 脱獄犯に強制中出しで犯されちゃったボク… 2（5月25日、痴女ヘブン）
- デリヘルで呼んだ娘が、敏感すぎて潮吹いて僕の部屋をビショビショにするので怒ったらヤラせてくれたけど、感じまくりまさかの連続イキ!更にハメ潮吹きまくって困った! 7（6月6日、アイエナジー）
- スレンダー筋肉ガール（6月11日、ケートライブ）
- 超イキ過ぎ! 解禁!! 初アナル（6月13日、ムーディーズ）
- 旦那がいない間に抱かれたくない嫌いな男に抱かれた嫁（6月14日、REAL）
- ULTRA SWEET 赤貝 美少女戦士狂気の絶頂地獄 限界突破感涙狂鳴セレナーデ（6月25日、AVS Collector's）
- バイトを寿退社する先輩の送別会で…結婚間近の先輩を飲ませて、その気にさせて男たちでヤッちゃう! 婚約者のセックスに不満だったらしく、途中から求めて来る先輩!（7月7日、お夜食カンパニー）
- 競泳水着インストラクター 食い込み痙攣イキ潮絶頂（7月12日、BAZOOKA）
- 『もしかして誘ってるの?』 プルンっと突き出したピタパン介護士のセクシーなお尻にイってもイってもイキ止まらないハードピストンで中出ししまくり! 人の優しさに触れたくてケガしたフリして自宅に介護士を呼んだら若くて美人でよく見たらズボン越しにも分かるくらいの神尻の女性がやってきた!とにかく優しく接してくれてそれだけでも満足していたのがピタっとしたピタパンでパンツは透けているし、プルンっと突き出しているし…もしかしてボクを誘っているのでは??と勘違いしてしまい気づいた時には介護士さんのズボンをおろしズボッとそのまま生挿入!!気持ち良過ぎて即生中出し!!最初は嫌がっていた介護士さんだけど気にせず何度も何度も後ろから突き刺し何度も中出ししていたらド淫乱女に豹変!!逆にボクのチ○ポを求めてきたのでイってもイってもイキ止まらないボクのハードピストンでエビ反りながら何度も爆イキ!!（7月19日、Hunter）
- 乳首いじり運動部レズ痴漢 〜陸上部/ダンス部/新体操部/水泳部〜（7月25日、ナチュラルハイ）
- ローションまみれのノーブラ乳首いじり（7月25日、SEX Agent）
- Anal Device Bondage XV 鉄拘束アナル拷問（8月1日、グローリークエスト）
- トップボディビルダーが在籍する マッスル痴女M性感クリニック（8月1日、ムーディーズ）※「EMI」名義
- 野ション尻に我慢できず無理やり即ハメ! 媚薬チ○ポを抜いてもらえず何度も痙攣イキする女子○生（8月8日、ナチュラルハイ）
- 妄想アイテム究極進化シリーズ TSFプリズン強制女体化監獄（8月23日、ROCKET）
- 肉体の悪魔 〜残酷なる極天逝〜 Part2 屈強な筋肉を持つ美女格闘家（8月25日、Baby Entertainment）
- 知的な眼鏡女性と見つめ合う完全主観フェラ 2 〜社会性に富んだメガネジョシ「私ならこうしゃぶる」〜（8月25日、SEX Agent）
- 連続発射のセルフイラマチオ 〜喉奥に詰まった精液を次の精液で洗い流す〜（8月25日、SEX Agent）
- 肛門検査 〜ヒダ一本まで高解像度でじっくりと鑑賞する尻穴〜（8月25日、SEX Agent）
- 親に隠れてこっそり兄妹近親相姦 親の前ではわざと兄妹ゲンカ!しかし、実は兄妹以上の関係で2人きりになるとすぐに近親相姦セックスを始める! 11（9月7日、ゴールデンタイム）
- 筋肉女子のキツキツマ○コによる熾烈なチ○ポの奪い合い 新競技【セックスリング】（9月12日、SODクリエイト）
- 卒業から3年。夏休み、母校に忍びこんでセックスする大人たち（9月13日、ヒメゴト）
- 隠れマゾの逸材発掘（9月13日、ゲッツ!!）※「えみ」名義
- SEX IS LIFE 〜お金が欲しいんじゃない、ただ非日常的なセックスをしたいだけ〜（9月13日、バルタン）
- 旦那の出張中に有無を言わせず猛り狂う男根を捻じ込まれた若妻は堪らずよがり声を押し殺し絶頂する! 力づくのSEX 若妻を蝕む悪魔と化した男の狂気（9月25日、AVS Collector's）
- 母親代わりの健気な娘と近親相姦 家事から家族の性欲処理までしてくれる良い娘（9月26日、ヒビノ）
- 先生と私 授業を抜け出しこっそりレズ教育（10月1日、U&K）
- W奴隷（10月3日、グローリークエスト）
- ニーハイ×ミニスカ女子にモテまくりでヤリまくり!!ボクが入った学校は昨年まで女子校で今年から共学になった!! 中学時代は女子とは全く無縁だったボクは当然またモテないと思っていたら男は2人しかいないから男と言うだけで結構モテちゃったんです!!しかも教室はほぼ女子校状態でパンチラ天国!しかもしかも皆、ニーハイにミニスカートと、とても超そそる格好で毎日飽きません!!とにかく毎日、色々な子たちの様々なパンツが見えて勃起しまくっています!当然勃起していたらバレてしまいヤバイ!と思ったら勃起に興奮したみたいでボクのチ○ポを求めてきた!!正直、勉強する時間が減ってしまってイヤだったのですがニーハイ×ミニスカ女子と毎日とっかえひっかえエッチ出来てヤリチン気分を味わえたから良しとしましょう!!（10月7日、Hunter）
- 性奴隷の原石。 特別編（10月7日、山と空）
- 新宿で見つけた心優しい働くお姉さん 童貞くんのオナニーのお手伝いのつもりがセックス練習ってことで素股していてヌルっと入って筆おろし!?（10月10日、アイエナジー）
- ガチナンでGO! シロウトさんがシコシコのお手伝い! 照れくさそうにポコチンいじって射精させてくれるオナサポ動画!（10月10日、ホットエンターテイメント）
- 普段は優しい店長の裏の顔は… カフェで働く可愛い女子店員の弱みを握ってデカチンイラマで失意のドン底まで突き落としてハメまくる超鬼畜絶倫男!!（10月19日、アパッチ）
- 濃厚接吻媚薬レズ 隣の部屋に越してき隣人に媚薬を盛られて…（10月24日、ヒビノ）
- トランジスタグラマー妹中出し（11月12日、ケートライブ）
- HIP HIP LEZBIAN（12月1日、U&K）

2020年
- 淫奥が暴れ回る絶体絶命の恐慌!! 凄まじきマルチプル・オーガズム 〜完全撮り下ろし9名の無限地獄〜（1月13日、Baby Entertainment）
- なりきりナンパの職業どうでしょう フィットネス編（2月22日、ビッグモーカル）
- 素人ヘアヌード大図鑑 〜現役モデル編（3月13日、S級素人）
- えっちな女子校生の淫語かたりかけぐちゅぐちゅ連続絶頂ブルマオナニー 4（5月21日、アイエナジー）

### アダルトVR
2019年
- 勉強一筋のマジメ義妹と淫乱全開のヤリマン義姉がボクのチ○ポを寝取り合い?（5月8日、Hunter）
- スーパーオーガズム調教 〜M女学生とドS教師の究極の快楽追及〜（8月16日、CASANOVA）
- 某有名私立大学 ネットで噂の○○サークル学園祭打ち上げ! 田舎者の普通男子のボクが酔っぱらった女の子達に異常にモテまくるハーレム飲み会模様を勝手にVR化（10月19日、ワンズファクトリー）
- アナル観察 ノーモザイク（11月29日、ガン見隊）

2020年
- 掃除の時間（1月30日、ガン見隊）

## 雑誌
- 月刊FANZA 2019年9月号（ジーオーティー） - インタビュー